# Cristo y la samaritana (Duccio)
Cristo y la samaritana es un cuadro de pequeño formato del pintor italiano Duccio di Buoninsegna, el único conservado en España de este artista, que se expone en el Museo Thyssen-Bornemisza de Madrid.
Formaba parte, junto a otras ocho tablas (una actualmente perdida) de la Predela de la Maestá del Duomo de Siena, una obra que en origen tendría unas dimensiones de unos 5 metros de altura. Compuesta por diversas tablas, se descompuso y repartió en 1771, aunque buena parte de estas se conservan en el Museo dell'Opera del Duomo de la citada ciudad italiana.
Representa el episodio bíblico narrado en el Evangelio de Juan en el que Jesús pide agua a una samaritana en el pozo de Jacob, a las puertas de la ciudad de Samaria o Sicar. Sus discípulos habían entrado en la villa para comprar víveres y al regresar encontraron a Jesús hablando con la mujer, algo poco usual en los maestros judíos del siglo I. El suceso es muy representado en la Historia del Arte, con ejemplos de Guercino en este mismo museo, Alonso Cano en la Real Academia de Bellas Artes de San Fernando, Madrid, así como obras de Lorenzo Lippi, Ludovico Carracci o Carl Bloch entre otros.
Es una obra donde se refleja la evolución durante el Trecento desde los preceptos del arte bizantino hacia un naturalismo incipiente por medio de la imitación de la naturaleza.
Su existencia experimentó múltiples vicisitudes desde su inclusión original en la Maestá, su emplazamiento original entre 1311 y 1506, su posterior traslado desde el altar mayor al transepto, donde permaneció hasta 1771 y su inclusión junto con otras tablas del retablo, a la iglesia de Sant’Ansano en Castelvecchio.
En 1879, figura en una exposición en el Palazzo Comunale de Colle di Val d’Elsa, como parte de la colección de Giuseppe y Marziale Dini. En 1886 la tabla, junto con otras tres más, ingresó en la colección de Robert y Evelyn Benson, de Londres, antes de ser vendida a la colección de John D. Rockefeller, donde permaneció hasta 1971, año en la que entró en la colección Thyssen-Bornemisza.